# شمسی عصار
شمسی عصار یا شوشا گوپی (۲ دی ۱۳۱۴ – ۲ فروردین ۱۳۸۷) خواننده، فیلمساز و نویسنده ایرانی بود که به زبان های فرانسوی و انگلیسی و فارسی می‌خواند و می‌نوشت.

## زندگی
شمسی دختر محمد کاظم عصار، روحانی ایرانی و استاد فلسفه دانشگاه بود. او در تهران زاده شد و در همان شهر برای تحصیل به مدرسه فرانسوی‌ها رفت. در ۱۶ سالگی برای تحصیل راهی فرانسه شد و در رشته ادبیات فرانسه از دانشگاه سوربون فارغ‌التحصیل شد.
شمسی در ۱۹۶۱ با نیکولا گوپی، کارشناس آثار هنری ازدواج کرد و در ۱۹۷۶ از او جدا شد. وی از دهه شصت میلادی تا هنگام مرگ در لندن اقامت داشت و در همین شهر بر اثر ابتلا به سرطان درگذشت.

## آثار
شوشا که در کنار ادبیات علاقه شدیدی هم به موسیقی محلی ایران داشت، از همان زمان به آهنگسازی و ترانه‌سرایی به زبان‌های فارسی و فرانسوی پرداخت و در مدت کوتاهی یک خواننده حرفه‌ای شد.
شوشا به عنوان خواننده ترانه‌های محلی گیلکی، لری و سایر گویش‌های ایرانی ترانه‌های بسیاری را خواند و منتشر کرده‌است که این آثار هم در ایران و هم در سطح جهان شناخته شده‌است.
وی به موسیقی محلی ایرانی علاقه داشت و ترانه‌هایی به زبانهای لری، گیلکی و سایر گویشهای ایرانی خوانده‌است. مهم‌ترین ترانه‌های محلی که توسط وی خوانده شده‌است، ترانه‌های «دم گل»، «روز جمعه»، «عزیز بشین کنارم»، «گل گندم»، «دختر بویر احمدی»، «دختر شیرازی»، «لیلی بوانه»، "شیربگوسه تاً است. از سال ۱۹۷۱ تاکنون ده آلبوم موسیقی محلی توسط وی وارد بازار شده‌است.
از آثار نوشتاری وی می‌توان به کتاب دختری در پاریس (نشر ۱۹۸۸) اشاره کرد که خاطرات دوران کودکی وی در پاریس است.
وی همچنین فیلم مستندی به نام مردمان باد (۱۹۷۶) در مورد کوچ ایل بختیاری ساخته‌است.

## درگذشت
شمسی عصار در ۲ فروردین ۱۳۸۷ در لندن درگذشت. پیکرش به ایران انتقال داده شد و در بهشت زهرا به خاک سپرده شد.